# Gentse trolleybus
De Gentse trolleybus deed dienst van 25 maart 1989 tot 14 juli 2009. 

## Geschiedenis
Gent kreeg oorspronkelijk  een trolleybuslijn "om de Belgische techniek te promoten en een exportproduct te creëren". Busbouwer Van Hool ontwikkelde in de late jaren tachtig een nieuw type trolleybus en had graag in België een parcours waarop deze getest kon worden. Door de toenmalige minister van Verkeerswezen Herman De Croo werd dit sterk gestimuleerd. Om allerhande redenen viel de keuze al gauw op Gent. Eerder reden er in België al trolleybussen in Antwerpen (1929-1964), Brussel (1939-1964) en Luik (1930-1971).
Sinds 25 maart 1989 pendelde de trolleybus op het 8,5 km lange traject Gentbrugge Meersemdries – Mariakerke Post. Deze lijn 30/31 (later vernummerd in 3) was de opvolger van de drukke tramlijn 3. Oorspronkelijk voerde de MIVG (Maatschappij voor het Intercommunaal Vervoer te Gent) de exploitatie uit. Sinds 1991 gebeurde dit door De Lijn tot het einde in 2009. Plannen om lijn 3 te verlengen zijn er wel geweest, maar nooit uitgevoerd.
Men liet 20 gelede AG280T-trolleybussen bouwen bij Van Hool, Lier met een elektrische installatie van ACEC, Charleroi met de wagennummers 01-20. Het aantal van 20 stuks was nogal ruim vandaar dat het in 1996 mogelijk was vier trolleybussen uit te lenen aan het Arnhems trolleybusnet. Eén exemplaar bleef zelfs in Arnhem dienstdoen tot 1999.

## Einde van gebruik
In verband met wegwerkzaamheden werd de trolleybusexploitatie verscheidene malen tijdelijk beëindigd. Vanaf 9 april 2004 verdween de trolleybus langdurig uit het straatbeeld. Het was in die periode onduidelijk of de trolleybussen nog zouden terugkeren. De bussen werden voorlopig in conditie gehouden door ze regelmatig te laten proefrijden (zowel elektrisch op de bovenleiding als dieselelektrisch op het noodaggregaat). Uiteindelijk kwamen ze op 15 oktober 2005 weer in dienst. Geleidelijk aan verminderde het aantal trolleybussen en omgekeerd kon men op lijn 3 een toenemend aantal dieselbussen zien. 
Uiteindelijk werd in het voorjaar van 2009 beslist dat, na 20 jaar, de trolley definitief uit Gent zou verdwijnen. Men plande immers werken aan de Korenmarkt waardoor de exploitatie sowieso voor lange tijd niet kon doorgaan. Dit in combinatie met de aftandse toestand van de meeste trolleybussen (ze waren 20 jaar oud) gaf het genadeschot voor de Gentse trolley. Even is nog geopperd nieuwe trolleys te bestellen, maar men achtte dat economisch gezien niet verantwoord, temeer omdat het de bedoeling is lijn 3 op middellange termijn te "vertrammen". Dat zou de terugkeer betekenen van de vroegere Gentse tramlijn 3 over vrijwel geheel de oude route. Officieel zijn de trolleybussen vervangen door hybride autobussen, maar vooralsnog wordt de dienst vooral met gewone dieselbussen gereden. Op 15 juni 2009 kwam definitief een einde aan het laatste Belgische trolleynetwerk, dat gestart was in 1929 in de Antwerpse haven en in 1986 in Gent. 
In 2009 na het einde van het uitbating werden 15 ex-Gentse trolley aan de Bulgaarse stad Plovdiv verkocht. Trolleybus 7408 is bewaard als museumtrolley in Gent en trolleybus 7411 werd gekocht door een privéliefhebber, ook als museumtrolley. De (74)11 bevindt zich sinds 2017 in Arnhem en is rijvaardig.

## Evolutie van het aanbod
Tussen 1989 en 2008 legden de 20 trolleybussen in totaal welgeteld 10.658.421 kilometer af. Zoals de grafiek illustreert, waren er wel wat schommelingen over de jaren heen, vooral ten gevolge van wegenwerken.
Bron: MIVG, jaarverslagen 1989-1990 / De Lijn, jaarverslagen 1991-2009. Het jaarverslag 2009 vermeldt voor de trolleybus 0 km. x 1000 kilometer

## Trolleynet Gent
- Lijn 3: Mariakerke-Post – Gentbrugge-Meersemdries (1989-2009)

## Galerij
- Gentse trolleybus (filmpje).

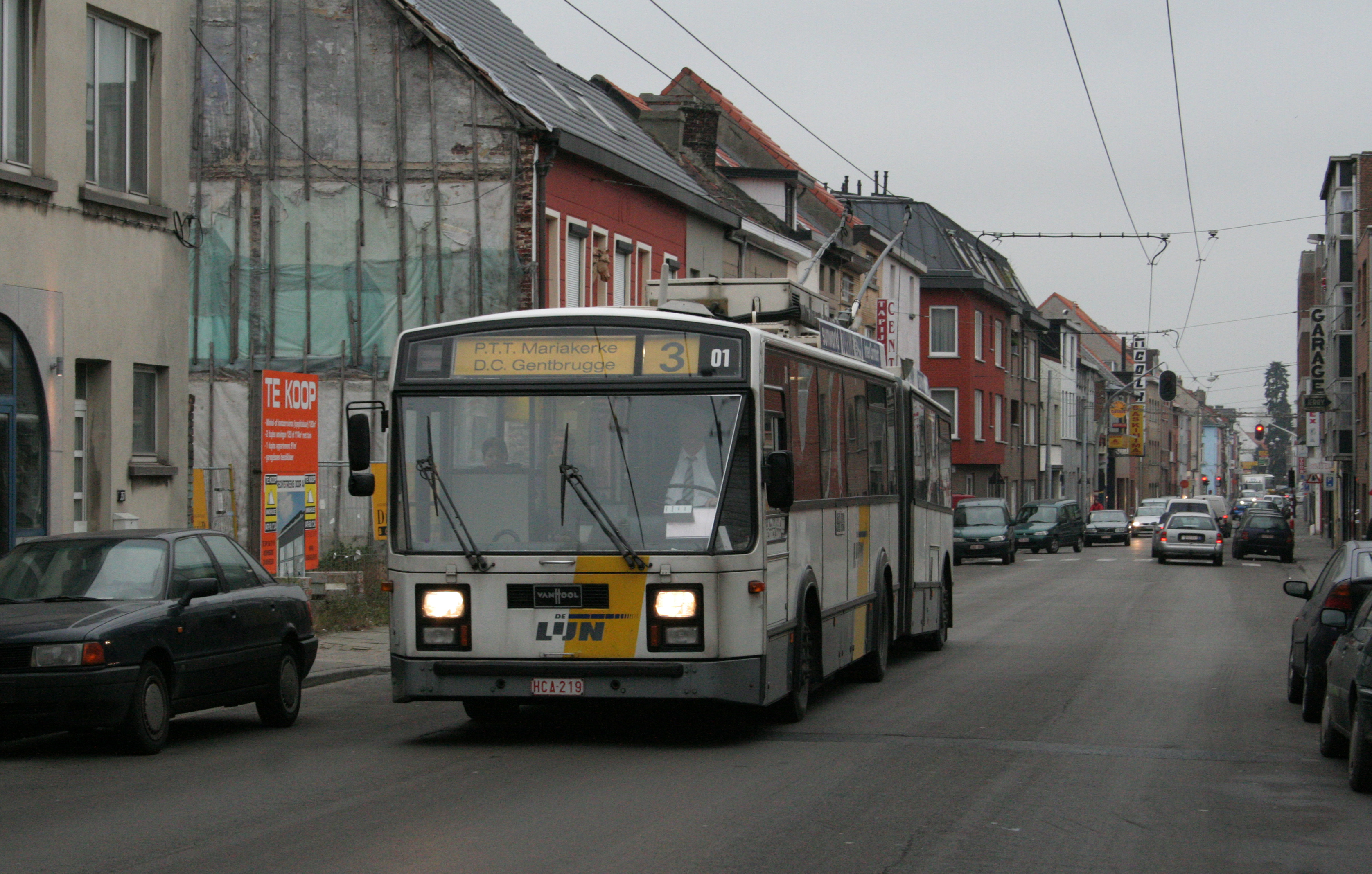
Trolleybus van Gent.
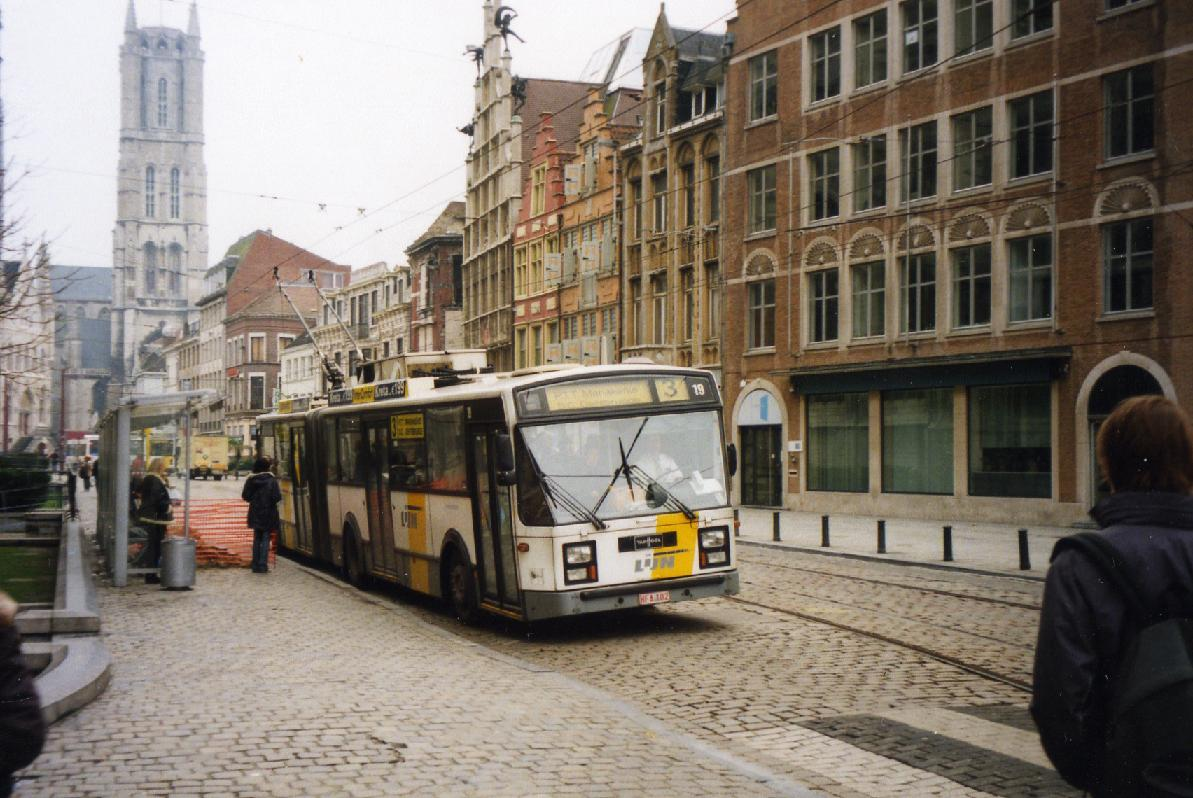
Trolleybus richting Mariakerke.
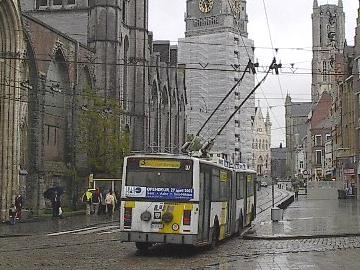
Gentse trolleybus richting Gentbrugge steekt bij de Korenmarkt de bovenleiding van tramlijn 1 over met een speciale constructie. De bovenleiding van de trolleybus is boven het trottoir gehangen in verband met de aanwezigheid van tramlijn 4.
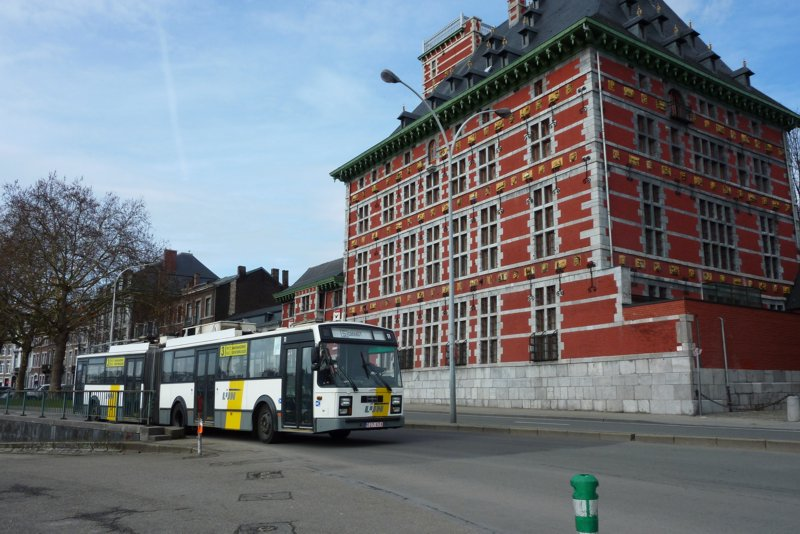
De ex-De Lijn 7411 (museumtrolley) tijdens testrit in Luik in februari 2010.
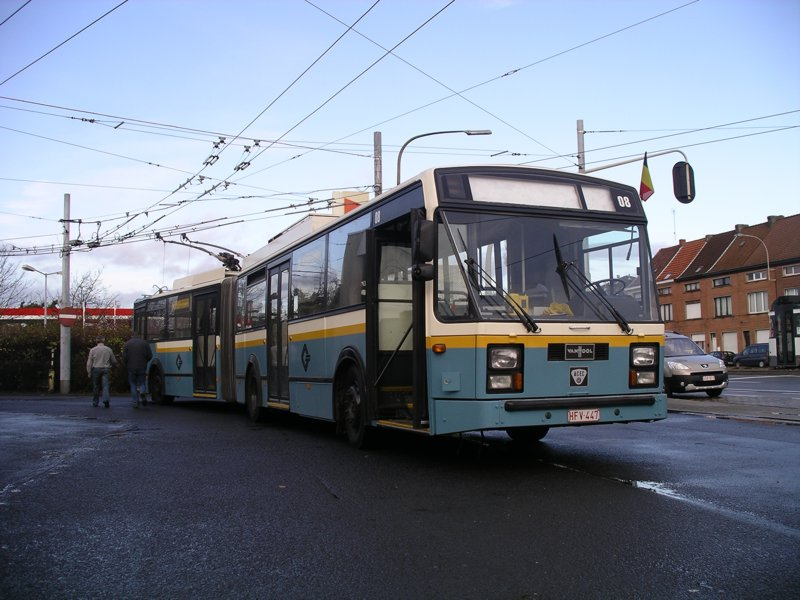
De 7408 (museumtrolley) bij de trolleyloods in Gentbrugge in november 2009.
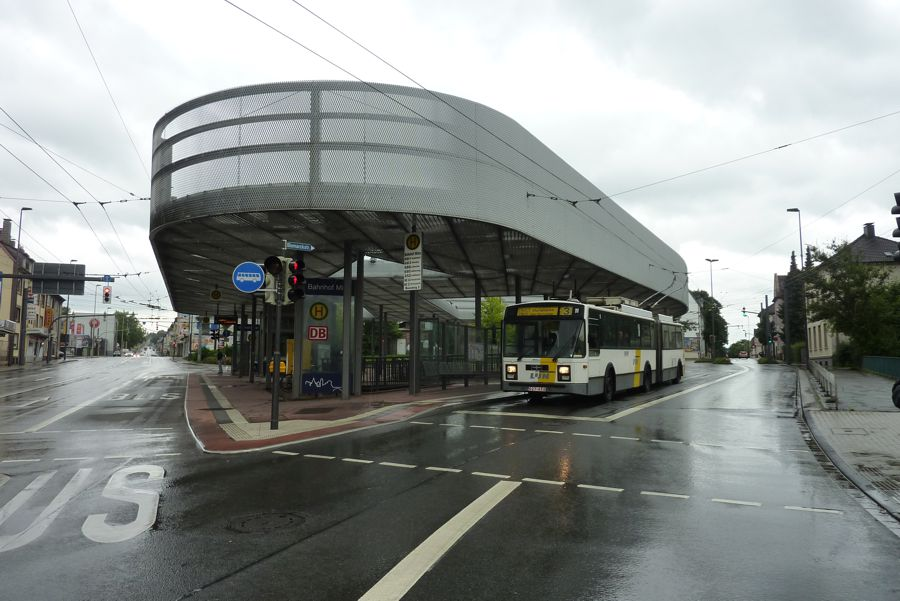
Trolleybus 11 in Solingen in 2012 tijdens een fanrit.